# Ke (kana)
Ke (romanização do hiragana け ou katakana ケ) é um dos kana japoneses que representam um mora. No sistema moderno da ordem alfabética japonesa (Gojūon), ele ocupa a 9.ª posição do alfabeto, entre Ku e Ko.
O caractere pode ser combinado a um dakuten, para formar o げ em hiragana, ゲ em katakana e ge em romaji.
け e ケ originaram-se do kanji 計.
| Forma                        | Romaji     | Hiragana                   | Katakana                   |
| ---------------------------- | ---------- | -------------------------- | -------------------------- |
| k- (か行 ka-gyō)             | ke         | け                         | ケ                         |
| k- (か行 ka-gyō)             | kei kee kē | けい, けぃ けえ, けぇ けー | ケイ, ケィ ケエ, ケェ ケー |
| Com dakuten g- (が行 ga-gyō) | ge         | げ                         | ゲ                         |
| Com dakuten g- (が行 ga-gyō) | gei gee gē | げい, げぃ げえ, げぇ げー | ゲイ, ゲィ ゲエ, ゲェ ゲー |

## Formas alternativas
No Braile japonês, け ou ケ são representados como:
| ●  | ●  |
| ●  | － |
| － | ●  |

O Código Morse para け ou ケ é: －・－－

## Traços

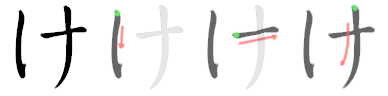
Seqüência de traços para escrita do け

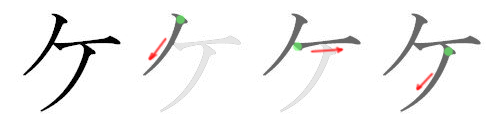
Seqüência de traços para escrita do ケ